# Erlbach- und Aubachtal bei Rochlitz
Erlbach- und Aubachtal bei Rochlitz este o arie protejată (arie specială de conservare — SAC, sit de importanță comunitară — SCI) din Germania întinsă pe o suprafață de 358 ha, integral pe uscat.

## Localizare
Centrul sitului Erlbach- und Aubachtal bei Rochlitz este situat la coordonatele 51°00′33″N 12°50′34″E / 51.0092°N 12.8428°E.

## Înființare
Situl Erlbach- und Aubachtal bei Rochlitz a fost declarat sit de importanță comunitară în iunie 2002 pentru a proteja 3 specii de animale. Situl a fost protejat și ca arie specială de conservare în aprilie 2011.

## Biodiversitate
Situată în ecoregiunea continentală, aria protejată conține 8 habitate naturale: Lacuri eutrofice naturale cu vegetație de tip Magnopotamion sau Hydrocharition, Cursuri de apă de la nivel de câmpie la nivel montan, cu vegetație Ranunculion fluitantis și Callitricho-Batrachion, Liziere de ierburi înalte hidrofile de câmpie și de nivel montan până la alpin, Fânețe de joasă altitudine (Alopecurus pratensis, Sanguisorba officinalis), Păduri de stejar sau de stejar și carpen sub-atlantice și medio-europene de Carpinion betuli, Păduri de stejar și carpen Galio-Carpinetum, Păduri pe pante, grohotișuri și ravene de Tilio-Acerion, Păduri aluvionare cu Alnus glutinosa și Fraxinus excelsior (Alno-Padion, Alnion incanae, Salicion albae).
La baza desemnării sitului se află mai multe specii protejate:
- mamifere (1): vidră de râu (Lutra lutra)
- nevertebrate (1): phengaris nausithous (Maculinea nausithous)
- pești (1): zglăvoacă (Cottus gobio)